# Lego Racers (videojuego)
Lego Racers es un videojuego de carreras desarrollado por High Voltage Software y publicado por Lego Media. El juego se lanzó el 31 de julio de 1999 para Microsoft Windows, el 12 de octubre de 1999, para Nintendo 64, el 17 de diciembre de 1999, para PlayStation y el 29 de diciembre de 2000, para Game Boy Color. 
Ambientado en el universo ficticio de "Legoland", el modo un jugador sigue a varios personajes minifigura que compiten en una competencia de carreras creada por un campeón de carreras ficticio llamado Rocket Racer. Los jugadores controlan una minifigura, lo que les permite conducir una variedad de autos construidos con Lego y competir contra otros personajes de minifiguras. Items puede ser usado por el jugador para dificultar el progreso de otros corredores, y el jugador puede crear sus propios autos y personajes con ladrillos Lego desbloqueados y usarlos para competir. El modo multijugador local también permite que varios jugadores compitan entre sí.
Originalmente concebido por el fundador de High Voltage, Kerry J. Ganofsky, la experiencia creativa de The Lego Group ayudó a High Voltage en el desarrollo del juego después de que Lego Media acordó comenzar la producción. Recibió críticas mixtas de los críticos, que se dividieron en los gráficos del juego, el sistema de construcción, el juego de conducción y otros aspectos de diseño. Dos secuelas desarrolladas por Attention to Detail, llamadas Lego Racers 2 y Drome Racers, fueron lanzadas en 2001 y 2002, respectivamente.

## Jugabilidad
Lego Racers es un juego de carreras jugado desde una perspectiva en tercera persona. Ubicado en el universo ficticio de Legoland, el juego representa a Rocket Racer, el "campeón de carreras más grande" en Legoland. Después de aburrirse de vencer a todos en las carreras, decide crear un concurso de carreras, y encuentra a los mejores corredores de la historia de Legoland utilizando una máquina de deformación dimensional creada por su amiga, Veronica Voltage, una científica y mecánica genial. El jugador se enfrenta a los anfitriones y corredores en un intento de vencer a Rocket Racer y convertirse en el "Mejor corredor de Lego de todos los tiempos", completando el juego.
Los jugadores asumen el papel de una de varias minifiguras prefabricadas o personalizadas y compiten contra otros personajes de minifiguras en carreras ubicadas en diferentes pistas en el universo de Legoland, usando una variedad de autos construidos con Lego. Al comienzo de cada carrera, el jugador puede realizar un "Turbo Start", que le permite comenzar la carrera a toda velocidad. A lo largo de las carreras, el jugador también puede realizar toboganes de potencia y "Super Slides", que permiten que el auto del jugador dé vuelta a las esquinas más bruscamente.
Cada una de las pistas del juego contiene ladrillos power up, que el jugador puede recoger y utilizar para obtener una ventaja sobre otros corredores. Los potenciadores se dividen en cuatro categorías: proyectil, peligro, escudo y turbo, y cada uno proporciona un uso diferente al jugador. El jugador también puede recolectar hasta tres ladrillos "power plus", que aumentan la capacidad de cualquier potenciación recolectada. La mayoría de las pistas contienen un atajo que los jugadores pueden usar para adelantarse a los oponentes, que generalmente se encuentran con una mirada cuidadosa o se accede a ellos mediante poderes, principalmente poderes de proyectil que destruyen parte del escenario. Durante una carrera, el HUD en el juego muestra la posición del jugador, el número de vuelta, los "temporizadores de vuelta" y un "ícono de encendido" si el jugador lleva algún poder o ladrillos de potencia más. El jugador también puede elegir entre ver el "Velocímetro", el "Mapa del curso" o el "Mapa de primer plano".
El juego contiene tres modos para un jugador: "Circuito Race", "Single Race" y "Time Race", así como un modo multijugador, "Versus Race". El modo Circuit Race sigue la trama principal del juego y permite a los jugadores correr a través de circuitos formados por múltiples pistas, ganando puntos en función de dónde se ubican, mientras compiten con un corredor altamente calificado que lidera cada circuito. En un circuito, el jugador debe ganar suficientes puntos para pasar a la próxima carrera y ganará si termina con la mayor cantidad de puntos. Colocar el tercero o más arriba en un circuito desbloquea el siguiente circuito para el jugador. El modo Single Race permite al jugador competir en una sola pista desbloqueada del modo Circuit Race. El modo Time Race coloca al jugador en una carrera contra Veronica Voltage conduciendo un carro fantasma con el objetivo de ganar su mejor tiempo en una pista elegida por el jugador. Si el jugador supera el tiempo de Veronica en todas las pistas, desbloquean su auto y las partes de su personaje. Versus Race permite que dos jugadores compitan entre sí en una vista pantalla dividida sin minifiguras personaje no jugador en la pista.
A lo largo del juego, el jugador puede desbloquear varios conjuntos de ladrillos y piezas de personajes completando ciertas tareas, como llegar primero en una carrera de circuito. El "Menú de construcción" del juego permite al jugador construir autos personalizados, minifiguras y licencias de conducir de su propio diseño utilizando ladrillos desbloqueados y partes de personajes. Las minifiguras se pueden personalizar con diferentes partes de sombrero, cabello, cabeza, cuerpo y piernas, y se les puede dar un nombre ingresado por el jugador en el permiso de conducir de la minifigura. También se coloca una imagen de la minifigura del jugador en su licencia de conducir, y el jugador puede cambiar su expresión facial. El jugador puede crear un automóvil personalizado utilizando una combinación de diferentes chasis y conjuntos de automóviles. El jugador puede rotar, mover y colocar ladrillos de estos conjuntos directamente en el chasis. La colocación de los ladrillos cambia el equilibrio y el peso del automóvil, lo que afecta su rendimiento general. La opción "Mix" crea minifiguras de partes seleccionadas al azar, mientras que la opción "Quick Build" crea uno de los 2 presets para un chasis específico.

## Desarrollo
El concepto de Lego Racers fue creado inicialmente por el fundador de High Voltage Software Kerry J. Ganofsky, con la idea de que los jugadores pudieran construir y correr autos creados con ladrillos Lego. Después de un año de desarrollo, Lego Media comenzó la producción del juego, contratando a la compañía de Ganofsky para desarrollarlo. Lego Media y otras instalaciones dentro de The Lego Group colaboraron con High Voltage Software durante la producción del juego.
Se envió una gran cantidad de modelos de personajes, documentos e imágenes de diferentes personajes y modelos del Sistema Lego a los desarrolladores, quienes finalmente eligieron usar los temas Castillo, Espacio, Aventureros y Piratas en el juego. High Voltage Software eligió los personajes que más les gustaban de estos temas y creó estudios de personajes para que "capturaran el estado de ánimo de cada persona". Ciertos personajes asumirían el papel de jefes, mientras que otros aparecieron como oponentes menos hábiles. Los desarrolladores también crearon dos personajes originales, Rocket Racer y Veronica Voltage.
High Voltage Software pasó más de un año creando mecánicos de construcción de automóviles  Lego Racers  '. El programador principal del juego, Dwight Luetscher, creó una fórmula que fue utilizada por los artistas del juego para crear elementos Lego individuales en el juego. Las piezas disponibles para el jugador fueron seleccionadas de entre cientos de elementos de Lego por los desarrolladores, elegidos primero por estética, y luego analizados para ver si encajarían en la fórmula de Luetscher. Los desarrolladores optaron por afectar los atributos del automóvil del jugador, como el manejo, la aceleración y la velocidad máxima, a través de cuántos ladrillos se colocan en el chasis, ya que esto es más fácil de entender para la demografía principal del juego.
Debido a la gran cantidad de juegos y piezas de Lego en el juego, se creó un código de malla personalizado para "soldar" la geometría en su lugar y optimizar el recuento de polígonos de los autos, creando una malla sólida para cada auto creado por el jugador. Cada elemento del juego, incluidos los ladrillos y las piezas de los personajes, tenía diferentes niveles de detalle creados para su uso en pantallas de menú y escenas de corte, donde los modelos tenían que ser de mayor calidad debido a que el jugador los veía de cerca. Los desarrolladores planearon un sistema de daños donde los ladrillos se romperían del auto al chocar, pero esto presentaba "demasiados problemas para que sea una posibilidad real". Lego Racers estaba disponible para jugar antes de ser lanzado por los periodistas en E3 1999.

## Recepción
Lego Racers recibió una variedad de puntajes de revisión, y los lanzamientos de Microsoft Windows, Nintendo 64 y PlayStation obtuvieron una combinación de revisiones de puntaje alto y bajo. En el sitio web agregado GameRankings, recibió un puntaje promedio de 75% basado en 11 reseñas para la versión para PC, 63% basado en 3 reseñas para la versión de PlayStation, y 66% basado en 8 reseñas para la versión de Nintendo 64.
Los gráficos del juego fueron generalmente elogiados por los críticos. Andrew Park de GameSpot declaró que prácticamente todo en la versión para PC "se ve brillante, colorido y limpio" cuando se juega en modo acelerado 3D, pero calificó su textura como mínima. Ben Stahl de GameSpot también calificó el diseño de pistas de la versión N64 como "innovador y lindo", además de decir que las pistas y los fondos tienen un "aspecto algo real" que hace que sea más fácil saber por dónde debe conducir el jugador. El crítico de IGN para la versión para PC elogió las animaciones de fondo del juego, afirmando que no solo "contribuyen a la atmósfera del juego, sino que también afectan la forma en que se juega". Sin embargo, algunos críticos criticaron el rendimiento del juego, con Sam Bishop de IGN afirmando que los tiempos de carga de la versión de PlayStation entre niveles son horrendos y Chris Charla de Next Generation llamando a la velocidad de fotogramas de la versión N64 "nauseabundamente lenta". Por el contrario, Winnie Imperio de IGN calificó la velocidad de fotogramas de la versión N64 como "consistente, si no del todo suave".
El juego de Lego Racers recibió una reacción mixta de los críticos. Charla dijo que crear y probar automóviles es muy divertido, especialmente porque la forma en que se construye un automóvil tiene "un efecto importante sobre cómo controla", y el crítico de IGN para la versión para PC descubrió que desbloquear nuevos ladrillos en el modo circuito para su uso en la personalización de automóviles es adictivo. Sin embargo, Stahl calificó de hostil el sistema de construcción del juego, afirmando que el jugador está "mejor si se queda con uno de los vehículos predeterminados". Imperio dijo que manejar los autos es "sorprendentemente estricto" y calificó el esquema de control N64 como intuitivo. Por el contrario, Charla descubrió que la mayoría de los autos se sienten muy pesados y afirmó que la carrera es horrible. El crítico de IGN para la versión para PC elogió el sistema de encendido, lo calificó de genial y declaró que los ladrillos Power Plus agregan "una nueva estrategia al juego", pero Stahl llamó al sistema "terriblemente cojo". Los revisores también criticaron las funciones multijugador del juego, y el crítico de PC de IGN calificó el modo de pantalla dividida como simple, and y un revisor de Electronic Gaming Monthly que indica que la "falta de opciones de multijugador" perjudica el valor de repetición de "Lego Racers".
Otros aspectos del diseño Lego Racers también recibieron opiniones encontradas de los críticos. Uno de los revisores de Electronic Gaming Monthly calificó las pistas de carreras del juego como "cortas, poco imaginativas y carentes de buenos atajos". Imperio llamó al diseño de la pista "simplista y, a menudo, no muy difícil", pero "todavía está bien diseñado y es muy divertido". Park llamó a la música del juego alegre y optimista, mientras que Stahl lo llamó "apenas aceptable", afirmando que "se irrita bastante rápido", y calificó los efectos de sonido del juego como "decididamente pobres". Bishop dijo que los efectos de sonido "carecen de nitidez", citando su baja frecuencia de muestreo como una razón, así como llamando a la música del juego "plana".

## Secuela
Tras el éxito de Lego Racers, en abril de 2001 surgieron noticias de que Pocket Studios estaba trabajando en una secuela de la versión Game Boy Advance de Lego Racers, titulada Lego Racers 2, que luego se mostró en E3 2001 en mayo de ese año. El homónimo de Microsoft Windows y PlayStation 2 contraparte de Lego Racers 2, desarrollado por Attention to Detail, se anunció en agosto de 2001, y lanzado en septiembre de 2001. La secuela siguió inmediatamente después de la derrota de Rocket Racer en Lego Racers, a quien se le muestra una nueva oportunidad para reclamar su título como campeón mundial, viajando a Xalax y demostrando ser digno de él. Después de que Rocket Racer procede a hacerlo y tiene éxito, el jugador tiene la tarea de controlar a su protagonista autoconstruido, correr por varios mundos basados en temas de Lego y, finalmente, enfrentarse nuevamente a Rocket Racer.  Lego Racers 2  se recibió de manera menos favorable que Lego Racers e incorporó numerosos elementos de Lego Racers y Rollcage, otro juego desarrollado por Attention to Detail.
Una versión de estilo arcade de Lego Racers se mostró en el edificio Lego Rocket Racers de Legoland Windsor en el área "The Beginning", entre 2000 y 2004, así como 2009 y 2011.